# Andreu Gallerani
Andrea Gallerani (Siena, Toscana, començament del segle xiii - 19 de març de 1251) va ésser un noble toscà, laic, que va fundar l'Hospital de la Misericòrdia i una associació laica dedicada a la caritat, els Frares de la Misericòrdia. És venerat com a beat per l'Església catòlica com a beat Andreu Gallerani.

## Vida
Andrea Gallerani va ésser membre d'una noble família de Siena, hi va néixer en començar el segle xiii; de jove, va matar un home i la justícia el condemnà a l'exili. Quan tornà a Siena, penedit, va dedicar-se per complet al servei als malalts i els necessitats, destinant la seva fortuna a la fundació d'un hospital, anomenat Casa de la Misericòrdia, obert cap al 1240 a l'església de San Pellegrino alla Sapienza, i que hi subsistí fins al 1408. Va agrupar entorn seu altres conciutadans que, seguint el seu exemple, van dedicar-se a la caritat, fent alhora una vida particular austera, d'acord amb els principis cristians.
Aquest grup, confraria de laics, va ésser anomenat Frares de la Misericòrdia. Els seus membres no feien vots i només en formaven part i seguien un tipus de vida segons les seves mateixes exigències i desitjos. A diferència del Tercer Orde Franciscà o els Humiliats, no van ésser un orde religiós.

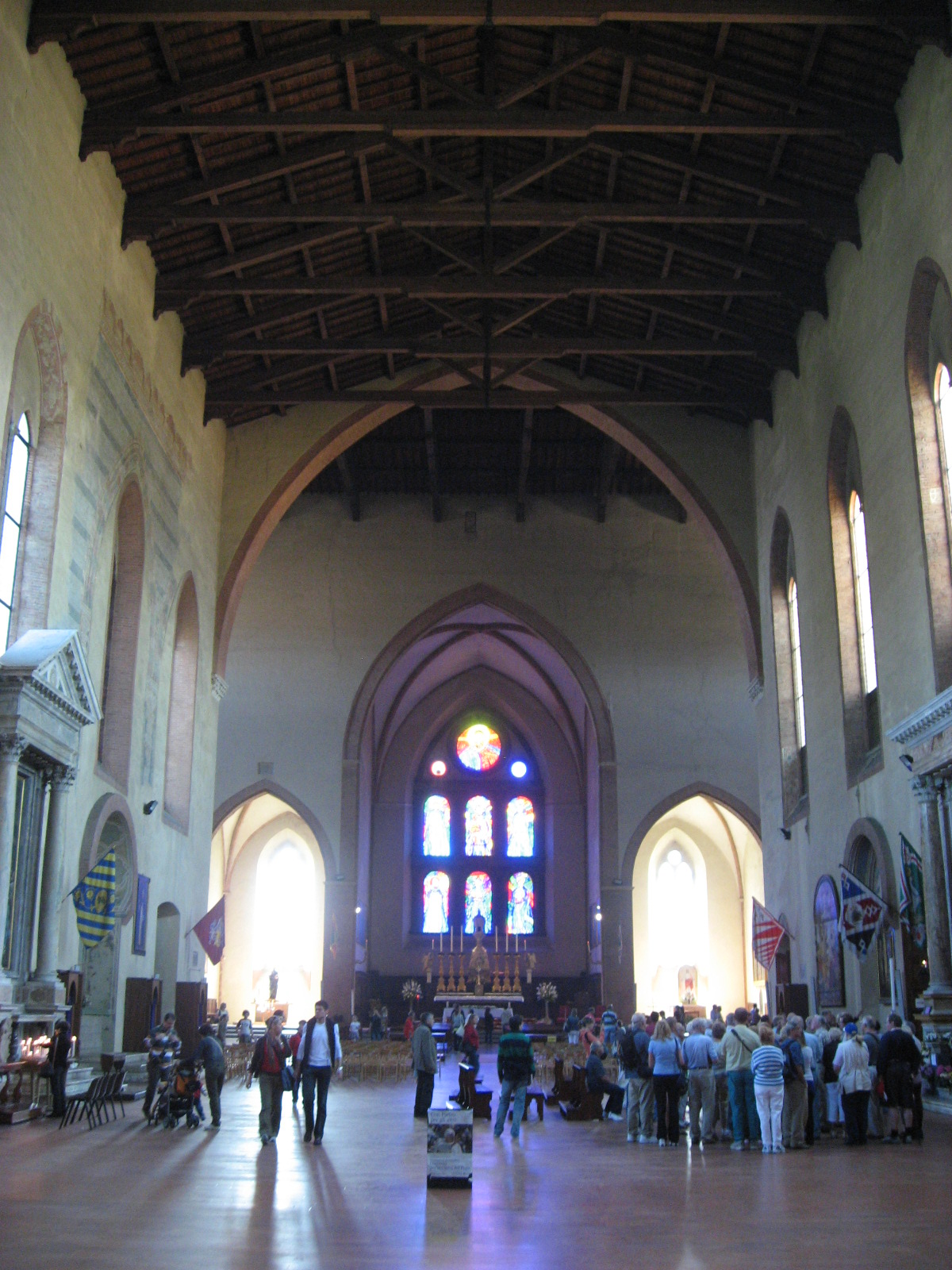
San Domenico (Siena), lloc d'enterrament del beat.
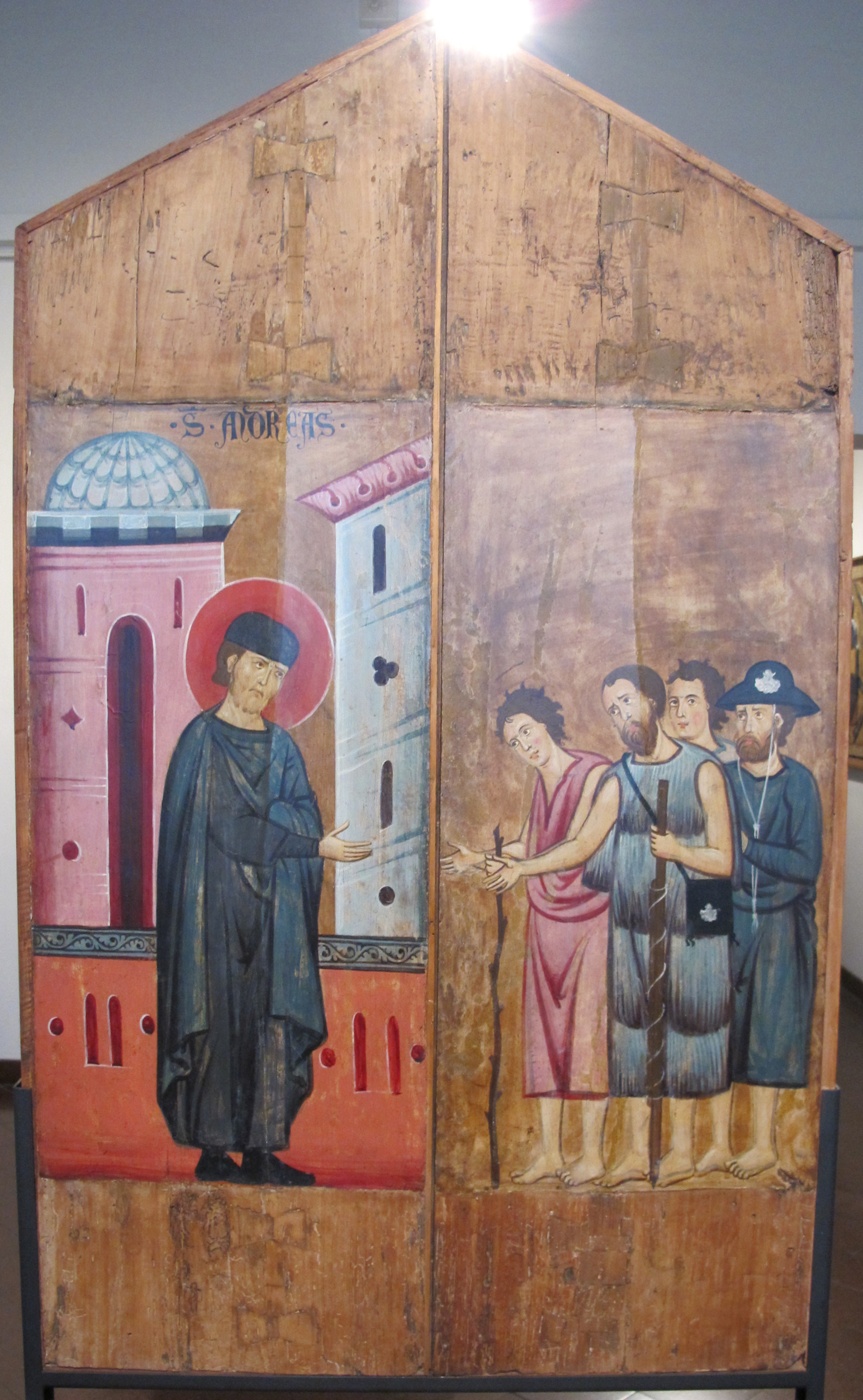
Díptic d'Andrea Gallerani, amb escenes de la seva vida, pintat per Guido da Siena i Dietisalvi di Speme, ca. 1270 (Siena, Pinacoteca nazionale)
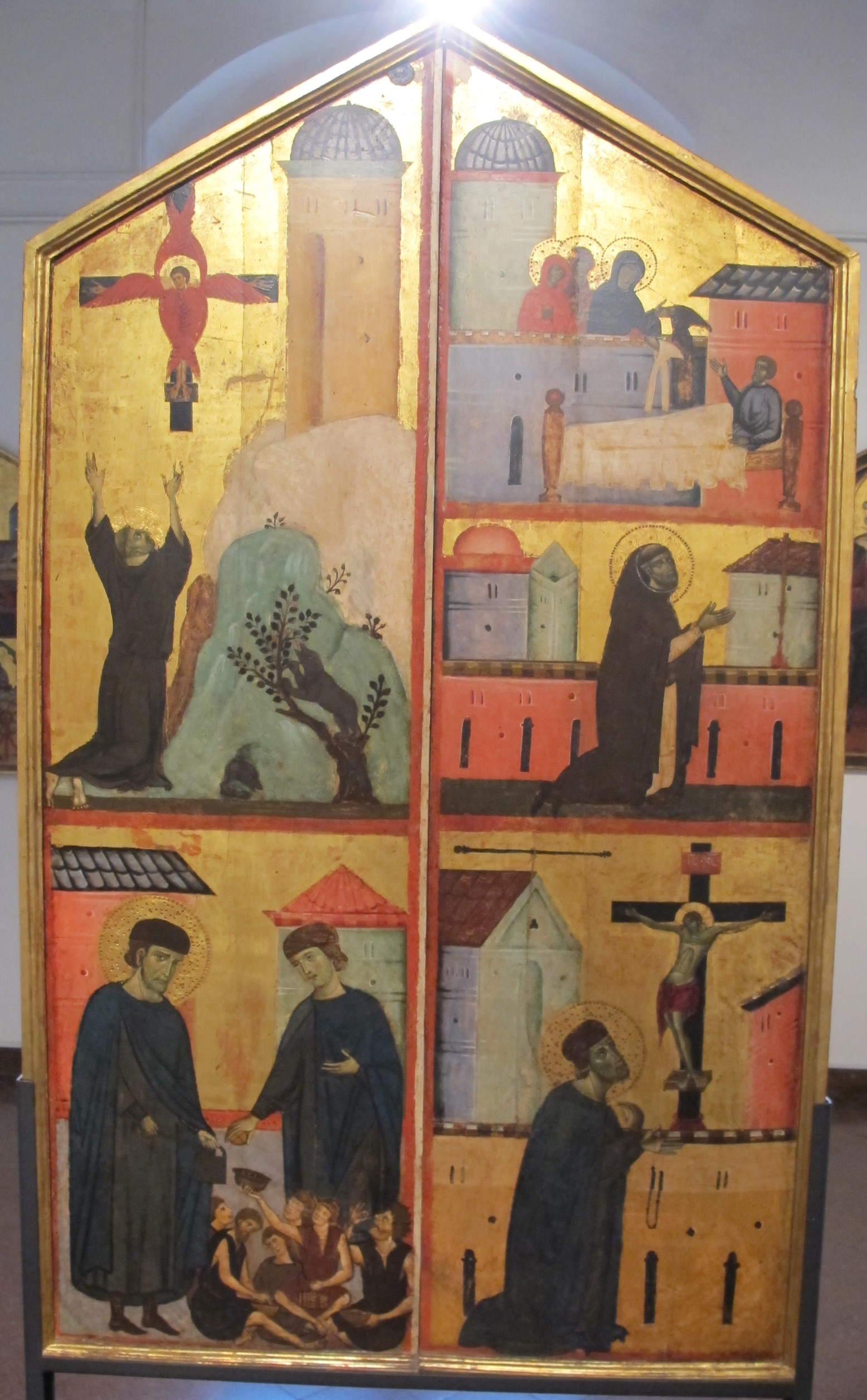
Díptic d'Andrea Gallerani, amb escenes de la seva vida

## Veneració
En vida va tenir fama de santedat i quan morí, el 19 de març de 1251, va començar a ésser venerat pel poble. El bisbe Bandini va concedir en 1274 una indulgència especial a qui visités el sepulcre d'Andrea Gallerani, a l'església dels dominics, en dilluns sant. Pius V va traslladar aquesta indulgència al dilluns de Pasqua, encara vigent avui. El culte va ésser confirmat per Pius VI el 13 de maig de 1798. La festa litúrgica se celebra a Siena el 20 de juny.
Posteriorment, a Siena es formà una associació de nobles que va prendre el seu nom, la Confraria del Beat Andreu Gallerani, dissolta en 1785, revifada en 1790 i unificada amb la confraria de San Sebastiano in Camollia.